# Eiroku

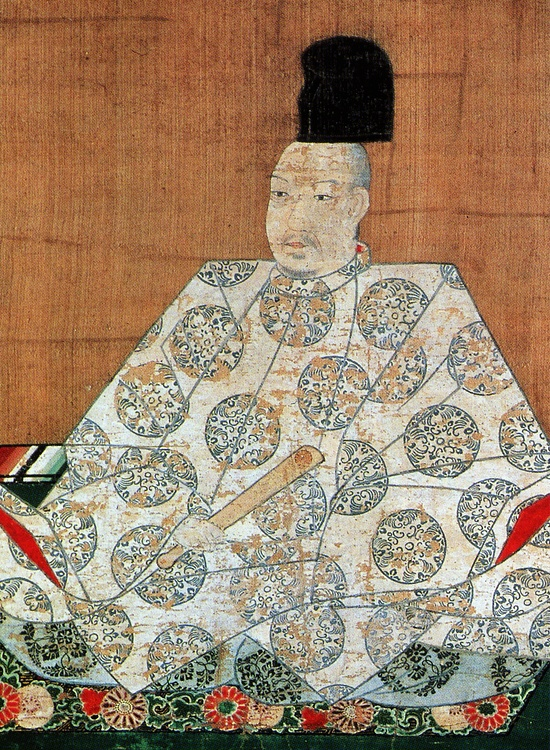
Kejsare Ogimachi, för vars skull Eiroku-perioden inleds.

Eiroku (japanska: 永禄?, ei-roku), 28 februari 1558–23 april 1570 var en period i den japanska tideräkningen som inleddes för att fira kejsare Ōgimachis tronbestigning.
Namnet är hämtat från ett citat ur det kinesiska 600-talsverket Quinshu Zhiyao, en antologi med politiska skrifter från Tangdynastin.
Perioden kännetecknades av strider mellan konkurrerande daimyoer. Imagawa Yoshimotos armé besegrades år eiroku 3 (1560) av Oda Nobunaga vid Okehazama. Yoshimoto dog i striderna. Nobunaga tog över Owariprovinsen och Tokugawa Ieyasu tog över Mikawaprovinsen.